# Lumijoki
Lumijoki è un comune finlandese di 1988 abitanti, situato nella regione dell'Ostrobotnia Settentrionale.